# Torneio Rio-São Paulo 1993
In 1993 werd het negentiende Torneio Rio-São Paulo gespeeld voor clubs uit Rio de Janeiro en São Paulo. De vorige editie werd 27 jaar eerder, in 1966 gespeeld. De competitie werd gespeeld van 23 juni tot 7 augustus. Palmeiras werd kampioen. 

## Eindstand

### Groep A
| Plaats | Club          | Wed. | W | G | V | Saldo | Ptn. |
| ------ | ------------- | ---- | - | - | - | ----- | ---- |
| 1.     | Corinthians   | 6    | 5 | 1 | 0 | 15:9  | 11   |
| 2.     | Portuguesa    | 6    | 2 | 1 | 3 | 7:9   | 5    |
| 3.     | Botafogo      | 6    | 1 | 2 | 3 | 7:8   | 4    |
| 4.     | Vasco da Gama | 6    | 1 | 2 | 3 | 11:14 | 4    |

|  | Finale |

### Groep B
| Plaats | Club       | Wed. | W | G | V | Saldo | Ptn. |
| ------ | ---------- | ---- | - | - | - | ----- | ---- |
| 1.     | Palmeiras  | 6    | 3 | 1 | 2 | 10:6  | 7    |
| 2.     | Santos     | 6    | 3 | 1 | 2 | 10:11 | 7    |
| 3.     | Flamengo   | 6    | 2 | 2 | 2 | 13:10 | 6    |
| 4.     | Fluminense | 6    | 1 | 2 | 3 | 6:12  | 4    |

|  | Finale |

## Finale
|                 |           |       |             |  |
| 4 augustus Heen | Palmeiras | 2 – 0 | Corinthians |  |
| 4 augustus Heen |           |       |             |  |

|                  |             |       |           |                                                     |
| 7 augustus Terug | Corinthians | 0 – 0 | Palmeiras | Estádio do Pacaembu, São Paulo Toeschouwers: 28.363 |
| 7 augustus Terug |             |       |           | Estádio do Pacaembu, São Paulo Toeschouwers: 28.363 |

## Kampioen
| Torneio Rio-São Paulo de 1993 |
| São Paulo                     |
| ----------------------------- |
| PALMEIRAS Kampioen (4° titel) |